# Hengshui
Hengshui (xinès: 衡水) és una ciutat a nivell de prefectura al sud de la província de Hebei, a la República Popular de la Xina, limitant amb Shandong al sud-est. Al cens de 2010, la seva població era de 4.340.373 habitants, dels quals 522.147 vivien a l'àrea urbanitzada (o metropolitana) formada pel districte urbà de Taocheng. Es troba a la línia de ferrocarril Beijing-Kowloon.

## Geografia

### Clima
Hengshui té un clima fred semiàrid (BSk) utilitzant tant l'isoterma de temperatura mitjana anual de 18 °C com la isoterma de temperatura mitjana més baixa de 0 °C del mes més fred (gener) segons la classificació climàtica de Köppen, amb estius calorosos i humits a causa del monsó d'Àsia Oriental i hiverns breus, encara que molt freds i secs, a causa dels vents secs predominants del nord-oest que reflecteixen la influència del vast anticicló siberià.
Les precipitacions sumen 496,9 mm anuals amb més de tres quartes parts caient durant la meitat de l'estiu. Les temperatures extremes van oscil·lar entre -20,6 °C i 42,8 °C durant el període 1981-2010. La humitat relativa és més alta a l'estiu i més baixa a la primavera, abans del període monsònic. A causa de les condicions hivernals molt seques, les nevades no són habituals, encara que es produeixen gairebé cada any, generalment en petites quantitats.

## Administració
Hengshui està administrada en 2 districtes, una ciutat i 8 comtats:
| Mapa de Hengshui | Mapa de Hengshui      | Mapa de Hengshui | Mapa de Hengshui | Mapa de Hengshui | Mapa de Hengshui | Mapa de Hengshui |
| --- | --------------------- | ---------------- | ---------------- | ---------------- | ---------------- | ---------------- |
| Taocheng Jizhou Comtat de · Zaoqiang Comtat · de Wuyi Comtat de · Wuqiang Comtat de · Raoyang Comtat · d'Anping Comtat · de Gucheng Comtat · de Jing Comtat de · Fucheng Shenzhou · (ciutat) |                       |                  |                  |                  |                  |                  |
| # | Nom                   | Hanzi            | Hanyu Pinyin     | Població (2010)  | Sup. (km²)       | Densitat (/km²)  |
| 1 | Districte de Taocheng | 桃城区           | Táochéng Qū      | 522.147          | 602,5            | 867              |
| 2 | Districte de Jizhou   | 冀州区           | Jìzhōu Qū        | 362.013          | 918              | 394              |
| 3 | Ciutat de Shenzhou    | 深州市           | Shēnzhōu Shì     | 566.087          | 1.244            | 455              |
| 4 | Comtat de Zaoqiang    | 枣强县           | Zǎoqiáng Xiàn    | 391.469          | 903              | 437              |
| 5 | Comtat de Wuyi        | 武邑县           | Wǔyì Xiàn        | 315.693          | 830              | 380              |
| 6 | Comtat de Wuqiang     | 武强县           | Wǔqiáng Xiàn     | 214.549          | 442              | 485              |
| 7 | Comtat de Raoyang     | 饶阳县           | Ráoyáng Xiàn     | 280.498          | 573              | 490              |
| 8 | Comtat d'Anping       | 安平县           | Ānpíng Xiàn      | 328.512          | 493              | 666              |
| 9 | Comtat de Gucheng     | 故城县           | Gùchéng Xiàn     | 487.025          | 941              | 518              |
| 10 | Comtat de Jing        | 景县             | Jǐng Xiàn        | 528.693          | 1.183            | 447              |
| 11 | Comtat de Fucheng     | 阜城县           | Fùchéng Xiàn     | 341.087          | 698              | 489              |